# Светски дан права потрошача
Светски дан потрошача(енг. World Consumer Rights Day) се слави сваке године 15. марта у целом свету.

## Историјат
Светски дан потрошача установљен је одлуком Уједињених нација (УН) и први пут почео да се обележава 1983, а сваке године има неку посебну тему. Обележавање Светског дана заштите потрошача је прилика да се скрене пажња поред осталог и на значај начина остваривања права потрошача и зато Министарство овај дан годинама обележава у сарадњи са организацијама као кључним партнерима у спровођењу политике заштите потрошача.

## Србија
У Србији како би помогли потрошачима у остваривању њихових права, Министарство трговине, туризма и телекомуникација финансира рад четири саветовалишта потрошача која воде удружења за заштиту потрошача на територији Београда, Војводине, Шумадије и Западне Србије и Јужне и Источне Србије. Охрабрује податак да су удружења постала препознатљивија у свом раду, па је тако 2014. године упућено скоро 17.000 пријава, у поређењу са 13.695 пријаве потрошача колико их је било 2013. године.

### 2008. година
Велики успех Светског дана права потрошача 2008. године постигнут је лансирањем кампање Генерација брзе хране. Потрошачка интернационала израдила је правилник Препоруке за међународна правила о маркетингу хране и безалкохоних пића намењених деци. Правилником је предвиђена је заштита деце до 16 година глобалним стандардима о маркетингу нездраве хране и пића. Светска здравствена организација у извештају Маркетинг хране и безалкохонлних пића деци објашњавају да промоција хране са високим састојцима масти шећера или соли директно утиче на ставове и понашања деце.

### 2016. година
Светски дан права потрошача 2016. године је обележен је кампањом „Сто без антибиотика“. Кампању је покренула и водила Потрошачка Интернационала и више њених чланица, међу којима је и Покрет за заштиту потрошача-Србије (Шведска, Немачка, Финска, Јужноафричка република, Белгија...). Упућена су писма Mc Donalds-у, Subway-у i KFC-у и националним и регионалним представништвима ових великих ланаца и неким другим мањим ресторанима. Од них је тражено да у своје глобалне, временски одређене политике унесу избацивање из продаје меса животињског порекла које је третирано антибиотицима, који се користе у медицини. Изнет је јасан став да би ланци ресторана требало да набављају искључиво оно месо које не потиче од животиња које су рутински третиране антибиотицима.